# Роберт Савальньєкс
Роберт Савальньєкс (латис. Roberts Savaļnieks, нар. 4 лютого 1993, Валміера) — латвійський футболіст, захисник клубу РФШ та національної збірної Латвії.
Виступав також за клуби «Металургс» (Лієпая) та РФШ.
Дворазовий чемпіон Латвії. Володар Кубка Латвії.

## Клубна кар'єра
У дорослому футболі дебютував 2009 року виступами за команду «Металургс» (Лієпая), в якій провів чотири сезони, взявши участь у 80 матчах чемпіонату. 
Згодом з 2013 по 2016 рік грав у складі команд «Ягеллонія», «Лієпая» та «Рига».
Своєю грою за останню команду привернув увагу представників тренерського штабу клубу РФШ, до складу якого приєднався 2017 року. Відіграв за ризький клуб наступні чотири сезони своєї ігрової кар'єри. Більшість часу, проведеного у складі РФШ, був основним гравцем захисту команди.
Протягом 2022 року знову захищав кольори клубу «Лієпая».
До складу клубу РФШ приєднався 2023 року. Станом на 30 січня 2025 року відіграв за ризький клуб 62 матчі в національному чемпіонаті.

## Виступи за збірні
2011 року дебютував у складі юнацької збірної Латвії (U-19), загалом на юнацькому рівні взяв участь у 3 іграх.
Протягом 2013–2015 років залучався до складу молодіжної збірної Латвії. На молодіжному рівні зіграв у 10 офіційних матчах, забив 1 гол.
2016 року дебютував в офіційних матчах у складі національної збірної Латвії.
| Дата       | Місто            | Господарі          | Результат | Гості              | Турнір                               | Голи | Примітки |
| ---------- | ---------------- | ------------------ | --------- | ------------------ | ------------------------------------ | ---- | -------- |
| 25-3-2016  | Трнава           | Словаччина         | 0 – 0     | Латвія             | товариський матч                     | -    | 76'      |
| 29-3-2016  | Гібралтар        | Гібралтар          | 0 – 5     | Латвія             | товариський матч                     | -    | 12'      |
| 1-6-2016   | Рига             | Латвія             | 2 – 1     | Литва              | товариський матч                     | -    | 45'      |
| 4-6-2016   | Таллінн          | Естонія            | 0 – 0     | Латвія             | товариський матч                     | -    | 45'      |
| 7-11-2017  | Оейраш           | Саудівська Аравія  | 2 – 0     | Латвія             | товариський матч                     | -    | 72'      |
| 25-3-2018  | Гібралтар        | Гібралтар          | 1 – 0     | Латвія             | товариський матч                     | -    |          |
| 2-6-2018   | Рига             | Латвія             | 1 – 0     | Естонія            | товариський матч                     | -    | 66'      |
| 9-6-2018   | Рига             | Латвія             | 1 – 3     | Азербайджан        | товариський матч                     | -    | 89'      |
| 9-9-2018   | Тбілісі          | Грузія             | 1 – 0     | Латвія             | Ліга націй УЄФА 2018-2019 - 1-й етап | -    | 78'      |
| 13-10-2018 | Лієпая           | Латвія             | 1 – 1     | Казахстан          | Ліга націй УЄФА 2018-2019 - 1-й етап | -    |          |
| 15-11-2018 | Астана           | Казахстан          | 1 – 1     | Латвія             | Ліга націй УЄФА 2018-2019 - 1-й етап | -    | 45'      |
| 19-11-2018 | Андорра-ла-Велья | Андорра            | 0 – 0     | Латвія             | Ліга націй УЄФА 2018-2019 - 1-й етап | -    |          |
| 24-3-2019  | Варшава          | Польща             | 2 – 0     | Латвія             | Відбір до ЧЄ 2020                    | -    | 80'      |
| 7-6-2019   | Рига             | Латвія             | 0 – 3     | Ізраїль            | Відбір до ЧЄ 2020                    | -    |          |
| 10-6-2019  | Рига             | Латвія             | 0 – 5     | Словенія           | Відбір до ЧЄ 2020                    | -    |          |
| 6-9-2019   | Вальс-Зіценгайм  | Австрія            | 6 – 0     | Латвія             | Відбір до ЧЄ 2020                    | -    | 66' 87'  |
| 9-9-2019   | Рига             | Латвія             | 0 – 2     | Північна Македонія | Відбір до ЧЄ 2020                    | -    | 45'      |
| 15-10-2019 | Беер-Шева        | Ізраїль            | 3 – 1     | Латвія             | Відбір до ЧЄ 2020                    | -    |          |
| 16-11-2019 | Любляна          | Словенія           | 1 – 0     | Латвія             | Відбір до ЧЄ 2020                    | -    | 59'      |
| 19-11-2019 | Рига             | Латвія             | 1 – 0     | Австрія            | Відбір до ЧЄ 2020                    | -    |          |
| 3-9-2020   | Рига             | Латвія             | 0 – 0     | Андорра            | Ліга націй УЄФА 2020-2021 - 1-й етап | -    |          |
| 6-9-2020   | Аттард           | Мальта             | 1 – 1     | Латвія             | Ліга націй УЄФА 2020-2021 - 1-й етап | -    |          |
| 10-10-2020 | Торсгавн         | Фарерські острови  | 1 – 1     | Латвія             | Ліга націй УЄФА 2020-2021 - 1-й етап | -    |          |
| 13-10-2020 | Рига             | Латвія             | 0 – 1     | Мальта             | Ліга націй УЄФА 2020-2021 - 1-й етап | -    |          |
| 14-11-2020 | Рига             | Латвія             | 1 – 1     | Фарерські острови  | Ліга націй УЄФА 2020-2021 - 1-й етап | -    |          |
| 17-11-2020 | Андорра-ла-Велья | Андорра            | 0 – 5     | Латвія             | Ліга націй УЄФА 2020-2021 - 1-й етап | -    |          |
| 24-3-2021  | Рига             | Латвія             | 1 – 2     | Чорногорія         | Відбір до ЧС 2022                    | -    |          |
| 27-3-2021  | Амстердам        | Нідерланди         | 2 – 0     | Латвія             | Відбір до ЧС 2022                    | -    | 79'      |
| 30-3-2021  | Стамбул          | Туреччина          | 3 – 3     | Латвія             | Відбір до ЧС 2022                    | 1    | 90'      |
| 4-6-2021   | Рига             | Латвія             | 3 – 1     | Литва              | товариський матч                     | -    |          |
| 10-6-2021  | Таллінн          | Естонія            | 2 – 1     | Латвія             | товариський матч                     | -    | 86'      |
| 1-9-2021   | Рига             | Латвія             | 3 – 1     | Гібралтар          | Відбір до ЧС 2022                    | -    |          |
| 4-9-2021   | Рига             | Латвія             | 0 – 2     | Норвегія           | Відбір до ЧС 2022                    | -    |          |
| 7-9-2021   | Подгориця        | Чорногорія         | 0 – 0     | Латвія             | Відбір до ЧС 2022                    | -    |          |
| 8-10-2021  | Рига             | Латвія             | 0 – 1     | Нідерланди         | Відбір до ЧС 2022                    | -    |          |
| 11-10-2021 | Рига             | Латвія             | 1 – 2     | Туреччина          | Відбір до ЧС 2022                    | -    |          |
| 13-11-2021 | Осло             | Норвегія           | 0 – 0     | Латвія             | Відбір до ЧС 2022                    | -    |          |
| 16-11-2021 | Гібралтар        | Гібралтар          | 1 – 3     | Латвія             | Відбір до ЧС 2022                    | -    |          |
| 25-3-2022  | Аттард           | Латвія             | 1 – 1     | Кувейт             | товариський матч                     | 1    |          |
| 29-3-2022  | Баку             | Азербайджан        | 0 – 1     | Латвія             | товариський матч                     | -    |          |
| 3-6-2022   | Рига             | Латвія             | 3 – 0     | Андорра            | Ліга націй УЄФА 2022-2023 - 1-й етап | -    |          |
| 6-6-2022   | Рига             | Латвія             | 1 – 0     | Ліхтенштейн        | Ліга націй УЄФА 2022-2023 - 1-й етап | -    |          |
| 10-6-2022  | Кишинів          | Молдова            | 2 – 4     | Латвія             | Ліга націй УЄФА 2022-2023 - 1-й етап | -    |          |
| 14-6-2022  | Вадуц            | Ліхтенштейн        | 0 – 2     | Латвія             | Ліга націй УЄФА 2022-2023 - 1-й етап | -    |          |
| 22-9-2022  | Рига             | Латвія             | 1 – 2     | Молдова            | Ліга націй УЄФА 2022-2023 - 1-й етап | -    |          |
| 25-9-2022  | Андорра-ла-Велья | Андорра            | 1 – 1     | Латвія             | Ліга націй УЄФА 2022-2023 - 1-й етап | -    |          |
| 16-11-2022 | Рига             | Латвія             | 1 – 1     | Естонія            | товариський матч                     | -    | 16', 90' |
| 22-3-2023  | Дублін           | Ірландія           | 3 – 2     | Латвія             | товариський матч                     | -    |          |
| 28-3-2023  | Кардіфф          | Уельс              | 1 – 0     | Латвія             | Відбір до ЧЄ 2024                    | -    |          |
| 16-6-2023  | Рига             | Латвія             | 2 – 3     | Туреччина          | Відбір до ЧЄ 2024                    | -    |          |
| 19-6-2023  | Єреван           | Вірменія           | 2 – 1     | Латвія             | Відбір до ЧЄ 2024                    | -    |          |
| 8-9-2023   | Рієка            | Хорватія           | 5 – 0     | Латвія             | Відбір до ЧЄ 2024                    | -    | 56'      |
| 11-9-2023  | Рига             | Латвія             | 0 – 2     | Уельс              | Відбір до ЧЄ 2024                    | -    | 59'      |
| 12-10-2023 | Рига             | Латвія             | 2 – 0     | Вірменія           | Відбір до ЧЄ 2024                    | -    | 88'      |
| 15-10-2023 | Конья            | Туреччина          | 4 – 0     | Латвія             | Відбір до ЧЄ 2024                    | -    |          |
| 18-11-2023 | Рига             | Латвія             | 0 – 2     | Хорватія           | Відбір до ЧЄ 2024                    | -    |          |
| 21-3-2024  | Лімасол          | Кіпр               | 1 – 1     | Латвія             | товариський матч                     | -    | 46'      |
| 26-3-2024  | Ларнака          | Латвія             | 1 – 1     | Ліхтенштейн        | товариський матч                     | -    |          |
| 8-6-2024   | Лієпая           | Латвія             | 0 – 2     | Литва              | Кубок Балтії                         | -    | 74'      |
| 11-6-2024  | Лієпая           | Латвія             | 1 – 0     | Фарерські острови  | Кубок Балтії                         | -    | 46'      |
| 7-9-2024   | Єреван           | Вірменія           | 4 – 1     | Латвія             | Ліга націй УЄФА 2024-2025 - 1-й етап | -    | 64'      |
| 10-9-2024  | Рига             | Латвія             | 1 – 0     | Фарерські острови  | Ліга націй УЄФА 2024-2025 - 1-й етап | -    |          |
| 13-10-2024 | Торсгавн         | Фарерські острови  | 1 – 1     | Латвія             | Ліга націй УЄФА 2024-2025 - 1-й етап | -    | 46'      |
| 14-11-2024 | Скоп'є           | Північна Македонія | 1 – 0     | Латвія             | Ліга націй УЄФА 2024-2025 - 1-й етап | -    | 71' 84'  |
| 17-11-2024 | Рига             | Латвія             | 1 – 2     | Вірменія           | Ліга націй УЄФА 2024-2025 - 1-й етап | -    | 67' 73'  |
| Усього     |                  | Матчів             | 65        |                    | Голів                                | 2    |          |

## Титули і досягнення
- Чемпіон Латвії (2):

«Металургс» (Лієпая): 2009
«Лієпая»: 2015
РФШ: 2024
- Володар Кубка Латвії (1):

РФШ: 2024
- Володар Суперкубка Латвії (1):

РФШ: 2025